# Gwiazdy polskiej muzyki lat 80. (album TSA)
Gwiazdy polskiej muzyki lat 80. – album kompilacyjny zespołu TSA wydany w 2007 roku jako dodatek do gazety. Zawiera 14 przebojów grupy z lat 1981-1983. Do albumu jest dołączona 24 stronicowa książeczka zawierająca krótką historię zespołu, wywiad z gitarzystami Stefanem Machelem i Andrzejem Nowakiem oraz kalendarium zespołu. Książeczka opatrzona jest fotografiami zespołu. Płyta pochodzi z kolekcji Dziennika i jest dwudziestą drugą częścią cyklu „Gwiazdy polskiej muzyki lat 80.”.

## Spis utworów
źródło:.
1. „Manekin disco” (muz. Andrzej Nowak, Marek Piekarczyk – sł. Jacek Rzehak) – 4:46
2. „Kocica” (muz. Andrzej Nowak, Marek Piekarczyk – sł. Jacek Rzehak, Marek Piekarczyk) – 4:58
3. „51” (muz. Andrzej Nowak, Marek Piekarczyk – sł. Jacek Rzehak) – 7:00
4. „Zwierzenia kontestatora” (muz. Andrzej Nowak – sł. Jacek Rzehak, Marek Piekarczyk) – 4:44
5. „Biała śmierć” (muz. Marek Piekarczyk, Janusz Niekrasz – sł. Jacek Rzehak) – 3:56
6. „Spółka” (muz. Andrzej Nowak, Marek Piekarczyk – sł. Jacek Rzehak) – 4:02
7. „Wpadka” (muz. Andrzej Nowak, Marek Piekarczyk – sł. Jacek Rzehak) – 3:25
8. „TSA rock” (muz. Andrzej Nowak, Stefan Machel – sł. Jacek Rzehak) – 5:15
9. „Mass Media” (muz. Marek Piekarczyk, Stefan Machel – sł. Jacek Rzehak) – 3:55
10. „Plan życia” (muz. Andrzej Nowak, Marek Piekarczyk – sł. Jacek Rzehak, Marek Piekarczyk) – 2:44
11. „Chodzą ludzie” (muz. Marek Piekarczyk, Stefan Machel – sł. Jacek Rzehak) – 5:14
12. „Wyprzedaż” (muz. Stefan Machel – sł. Jacek Rzehak) – 3:51
13. „Ty On Ja” (muz. Marek Piekarczyk, Stefan Machel, Marek Kapłon – sł. S. A. Pacuła) – 3:26
14. „Alien” (muz. Andrzej Nowak, Marek Piekarczyk – sł. Jacek Rzehak) – 5:18